# 도계서원 (봉화군)
도계서원(道溪書院)은 경상북도 봉화군 봉화읍 도촌리에 있었던 조선시대의 서원으로, 1610년(광해군 2) 순흥부와 봉화군의 사림들의 공의로 건립되었으며, 단종 때의 문신 이수형을 추모하기 위해 건립하였다. 뒤에 금성대군 이유, 순흥부사 이보흠, 선조~광해군 때의 문신, 학자인 이여빈 등이 추가 배향되었다. 이수형이 은거하던 공북헌 옆에 소재해 있다.

## 개요
도촌 이수형(1435 ~ 1528)은 조선 전기의 문신으로 자는 영보, 호는 도촌이다. 아버지는 군자감주부 이경창이고, 어머니는 직제학 증 좌참찬 안구의 딸 순흥안씨이다. 부인은 예안김씨로 문절공 김담의 딸이며, 그는 문절공 김담의 문인이자 사위이다.
18세에 음보로 관직에 올라 선교랑 전생서령을 거쳐 조봉대부 평시서령이 되었으나 왕숙 수양대군이 조카 단종을 폐위시키자 관직을 버리고 처가가 있는 영천 도촌으로 낙향하였다. 단종이 영월 청령포에 유배되자 어계 조여, 관란 원호 등과 영월군 수주의 요석정에 모여 단종의 안위를 논하였고, 원주 치악산 정상에 올라가 다시는 관직에 나가지 않을 것을 다짐하고 이름을 새기고 내려왔다. 단종 복위 운동 이후 단종이 사사되자, 단종의 3년상을 마친 뒤 산에 들어가 삼면은 벽이고, 북쪽을 향해 문이 하나 있는 집을 짓고 평생 은거하였는데, 북쪽은 단종의 능침 장릉이 있는 방향이다. 세조가 여러차례 식물과 전답을 하사하였지만 거절하고 나가지 않았으며, 성종 때 다시 작첩을 돌려주었지만 역시 받지 않았다.
1610년(광해군 2) 순흥부와 봉화군의 사림들의 공의로 건립되었으며, 이수형이 은거하던 공북헌 근처에 건립되었다. 견일사(見一祠) 또는 상절사(尙節祠)라 하였다. 뒤에 사액이 내려져 도계서원이 되었다.
후대에 단종 복위 운동을 일으켰다가 노비의 밀고로 체포, 희생된 금성대군 이유, 순흥부사 이보흠의 위패를 추가 배향하였고, 1715년(숙종 41)에는 전은설과 광해군의 폐모살제의 부당함을 논하다가 관직을 버리고 낙향한 이수형의 4대손 취사 이여빈을 추가 배향하였다.
서원의 구성은 묘우(廟宇)인 견일사(見一祠) 또는 상절사와, 강당인 공극루(拱極樓), 주소(廚所) 등이 있었고, 건물 옆에는 이수형이 일생을 보낸 공북헌과 공북헌 담장 밖으로는 이수형이 손수 심었다는 괴화나무 등이 있다.

## 기타
1814년(순조 14) 도계서원 경내에 규모 10칸에 높이 3길의 누각인 공극루가 세워졌다. 1816년 겨울 후손 이재현(李載鉉)의 요청으로 정와(貞窩) 황용한(黃龍漢)이 1817년에 공극루기(拱極樓記)를 지어 주었다.
이수형의 아들 이대근은 임지를 오고 가다가 청달리 주변에 말이 비껴가는 곳이 있어서 이상하게 여기던 중 꿈에 금성대군이 내가 피흘린 곳이라 알려주자 그곳에 금성대군을 추모하는 단을 쌓고 이를 금성단이라 하였다. 뒤에 금성대군 성인신단지비가 건립되었다. 후에 그의 후손 이기륭이 순흥부사 이명희에게 건의하여 금성단을 중수하기도 했다.

## 같이 보기
- 공북헌
- 금성단/금성대군성인신단지비
- 치악산 삼공제명암
- 동학사
- 요석정

## 참고 자료
- 신증동국여지승람
- 전고대방(典故大方)
- 봉화군, 《봉화군지》 (봉화군청, 1982)

- 도계서원(道溪書院) - 한국서원연합회